# Epístolas (Spinoza)

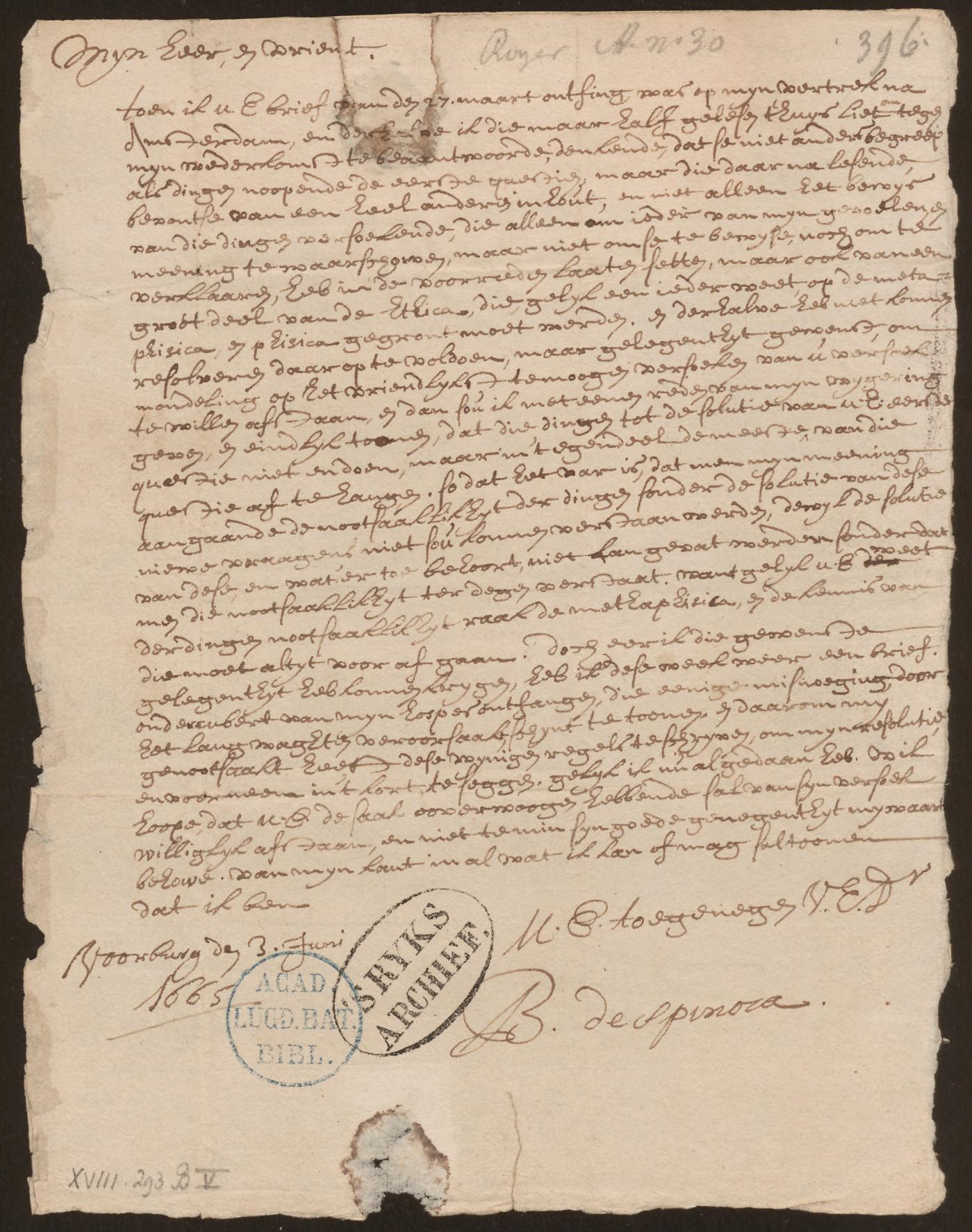
Carta 27 (número en la lista de Gebhardt) de Benedictus de Spinoza a Willem van Blijenbergh, escrita en Voorburg el 3 de junio de 1665. En neerlandés. Nationaal Archief, La Haya.

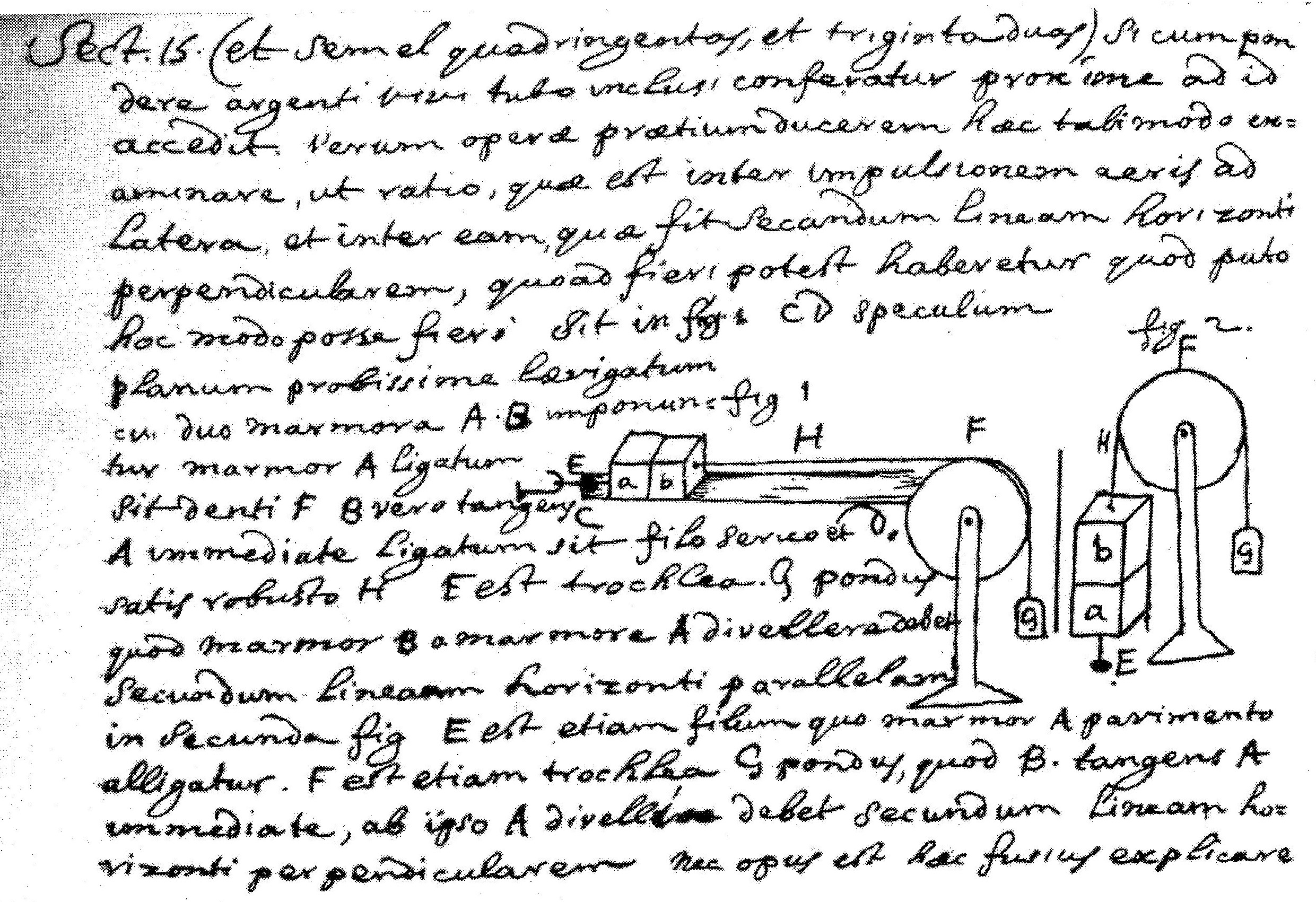
Parte de una carta de Benedictus de Spinoza a Henry Oldenburg con una discusión sobre un experimento mecánico de Descartes, Carta 6 (en ambas numeraciones, finales de 1661. En latín.

Se conocen como las Epístolas a la correspondencia del filósofo holandés Benedictus de Spinoza (1633-1677) con un número de eruditos bien conocidos y con los admiradores de Spinoza. Se han conservado 88 cartas sobre temas mayoritariamente filosóficos: 50 de Spinoza y 38 de sus corresponsales, 52 escritas en latín y 26 en holandés.
Los seguidores de Spinoza en Ámsterdam publicaron las Epistolae después de su fallecimiento en la Opera Posthuma (edición traducida al holandés: De nagelate schriften, 1677) En la página del título, el autor se indica simplemente como "B.d.S", con Hamburgo en lugar de Ámsterdam como la ubicación del editor para evitar la persecución. Las cartas se refieren a temas de las obras de Spinoza (por ejemplo, el infinito y los atributos (propiedades) de "Dios", el concepto del universo de Spinoza) pero también sobre fantasmas y descubrimientos científicos como el vacío.
Spinoza conservó las cartas que recibió, así como los borradores de las cartas que envió. El proyecto holandés Spinozas Web anunció en 2017 que se habían encontrado al menos 36 cartas más de Spinoza.

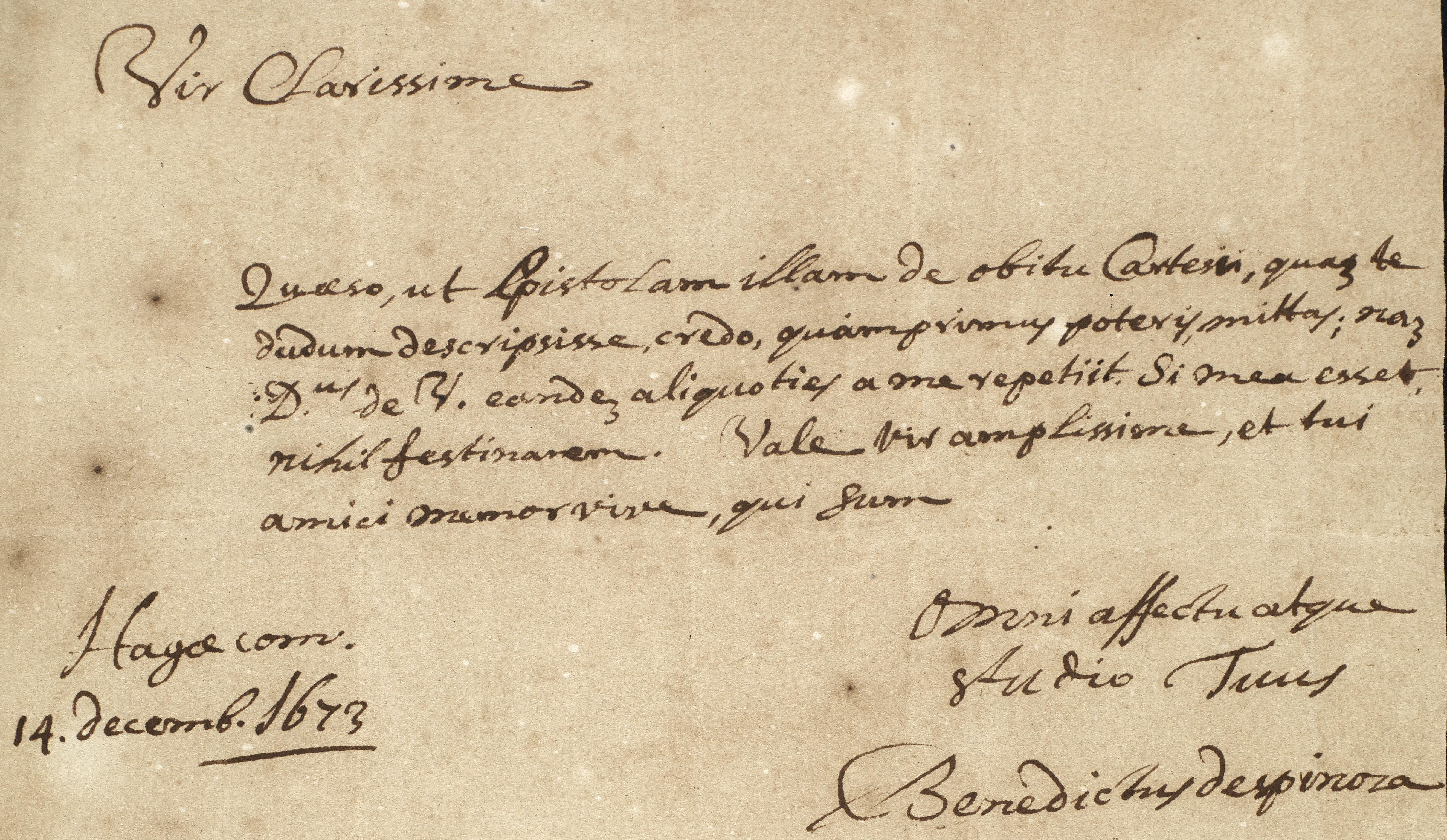
Breve mensaje de Benedictus de Spinoza al profesor de Utrecht Johann Georg Graevius, 14 de diciembre de 1664. En latín. Gebhardt carta número 49.
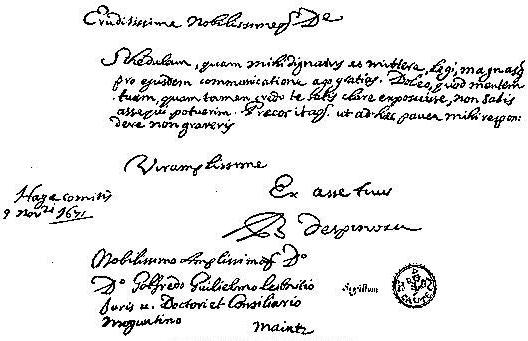
Carta de Benedictus de Spinoza a Gottfried Wilhelm Leibniz, 9 de noviembre de 1671. En latín. Gebhardt carta número 46.
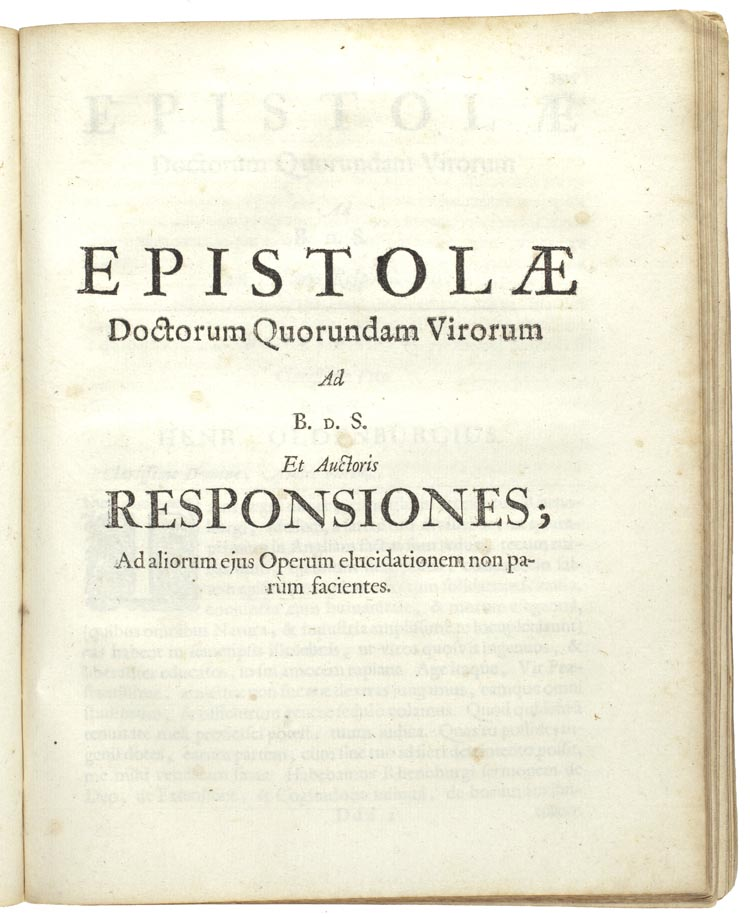
B.d.S.: Epistolae doctorum quorumdam virorum, 1677 (Cartas de sabios con respuestas). Publicado después de la muerte de Benedictus de Spinoza.

## Cita sobre la amistad
(Texto de Benedicto de Spinoza en holandés:) Want voor my van al die dingen, die buyten myn maght syn, geen grooter aght als de eer te moogen hebben, van met luyde, die de waarhyt opreghtlyk beminnen, in verbont van vrientschap te treede, om dat ik geloof, dat wy niets ter werelt, dat buyten onse maght is, gerustigh konnen beminnen, dan sodanige menschen... (Benedictus de Spinoza, Carta a Willem van Blijenbergh, 5 de enero de 1665, Op de lange bogart, Schiedam).

(Traducción) Porque para mí de todas las cosas que están fuera de mi poder, ninguna es mayor que tener el honor de entablar una alianza de amistad con personas que aman la verdad sinceramente porque creo que nada podemos amar más allá de nuestro poder en el mundo más seguro que esas personas...

## Corresponsales
Los corresponsales de Benedictus de Spinoza incluyen, con los años de sus letras:
- Peter Balling, 1664
- Willem van Blijenbergh (1632-1696), 1664-1665

Un comerciante de granos de Dordrecht y escritor, que mantuvo correspondencia con Spinoza sobre el libre albedrío y después de la muerte de Spinoza publicó libros que se oponen a su Tratado teológico-político y Ethica. Cartas WvB a Spinoza (carta de Gebhardt número 18: 12-12-1664, 20: 16-01-1665, 22: 19-02-1665, 24: 27-03-1665) y Spinoza a WvB (carta de Gebhardt número 19: 05-01-1665, 21, 23: 13-03-1665, 27: 03-06-1665).
- Albert Burgh (franciscano), 1675

El franciscano Albert Burgh (1650-1708) escribió a Spinoza desde Roma para desafiar sus errores de racionalista y su incredulidad en Cristo. La respuesta de Spinoza es famosa: es ridículo que la Iglesia católica condene a las personas que son engañadas por el diablo por la eternidad, mientras que el mismo diablo no es castigado.
- Johannes Bouwmeester, 1665-1666, 1673
- Hugo Boxel Danielsz, 1674[4]
- Roberto Boyle, 1663
- Johann Ludwig Fabritius, 1673
- Johann Jorge Graevius, 1673
- Johannes Hudde, 1666, 1671
- Jarig Jelles, 1667, 1669, 1671, 1673-1674
- Gottfried Leibniz

En 1676 Leibniz visitó a Spinoza para discutir metempsicosis/reencarnación como en el trabajo de Pitágoras.
- Johan van der Meer, 1666
- Lodewijk Meyer, 1663
- Henry Oldenburg, 1661-1663, 1665, 1675-1676

Petrus Serrarius (Pieter Serrurier) presentó a Oldenburg, secretario de la Royal Society en Londres, a Spinoza y sirvió como mensajero para las cartas entre Oldenburg y Spinoza.
- Jacob Ostens, 1671
- Jan Rieuwertszn padre, 1674
- George Hermann Schuller, 1674-1676
- Beato Nicolás Steno 1671
- Ehrenfried Walther von Tschirnhaus, 1674-1676

Spinoza tomó la iniciativa de mantener una correspondencia con el físico y matemático alemán Ehrenfried Walther von Tschirnhaus, que había estudiado en Leiden. Según Jonathan Israel Spinoza fue inspirado y estimulado en sus últimos años por discusiones con von Tschirnhaus sobre el libre albedrío, la motivación humana y las leyes mecánicas del movimiento de Descartes. Von Tschirnhaus visitó a Spinoza ya través de Spinoza entró en contacto con Henry Oldenburg, secretario de la Royal Society en Londres.
- Lamberto van Velthuysen, 1671, 1675

El médico de Utrecht Lambert van Velthuysen (1622-1685) había criticado el concepto de Dios de Spinoza. Acusó a Spinoza de una rendición ciega al Destino: fatalismo. El Dios definido por Spinoza no poseía voluntad divina, por lo que, según Van Velthuysen, este Dios ya no podía ser la piedra de toque del "bien" y el "mal". La moral y la virtud estaban en peligro de esta manera, lo que llevó a la inseguridad. Además, la autoridad de la Biblia fue socavada, porque cuando Dios no pudo procurar un juicio moral, la Biblia no era más que retórica. Spinoza no quedó impresionado y envió a Van Velthuysen una refutación enérgica.
No obstante, Spinoza y Van Velthuysen permanecieron en contacto: a partir de 1673 se visitaron regularmente y se ayudaron mutuamente con publicaciones. En el conflicto de Descartes con el teólogo de Utrecht Gisbertus Voetius ambos se pusieron del lado de Descartes.
- Simon Joosten de Vries, 1663

## Tabla de letras seleccionadas
La fecha de la carta se da con una corrección para el sistema de datación Antiguo/Estilo nuevo. Una selección de las cartas:

| Números    | Número Gebhardt | Al Remitente            | Al destinatario        | Remitente de ubicación      | Día     | Mes | Años  | Sujeto | Lenguaje |
| ---------- | --------------- | ----------------------- | ---------------------- | --------------------------- | ------- | --- | ----- | --- | -------- |
| 01 I       | 01 I            | Oldenburg, Henry        | Spinoza, Benedictus de | London                      | 16/26   | 08  | 1661  | Dios, extensión | Latin    |
| 02 II      | 02 II           | Spinoza                 | Oldenburg              |                             |         | 09  | 1661  | Atributos (propiedades) de Dios, Ethica parte 1 axiomas, teorema 1-4, errores de Descartes y Francis Bacon (1561-1626). | Latin    |
| 03 III     | 03 III          | Oldenburg               | Spinoza                | London                      | 27      | 09  | 1661  | Existencia de Dios, Ethica parte 1 axiomas, promete enviar un libro de Robert Boyle. | Latin    |
| 04 IV      | 04 IV           | Spinoza                 | Oldenburg              |                             |         | 10  | 1661  | Respuestas cortas a preguntas, Spinoza visitará Amsterdam | Latin    |
| 05 V       | 05 V            | Oldenburg               | Spinoza                | London                      | 11/21   | 10  | 1661  | Envía el libro de Robert Boyle: De Nitro, Fluiditate, & Firmitate. | Latin    |
| 06 VI      | 06 VI           | Spinoza                 | Oldenburg              |                             |         |     | 1661? | Agradecimientos y comentarios sobre el libro de Robert Boyle De Nitro, Fluiditate, & Firmitate, con bocetos. | Latin    |
| 07 VII     | 07 VII          | Oldenburg               | Spinoza                |                             |         |     |       | Boyle agradece a Spinoza a través de Oldenburg por sus comentarios. B. no tuvo tiempo de responder al propio Spinoza y tuvo que defenderse de los ataques a sus libros sobre la presión y expansión de los gases. Se ha fundado la Royal Society. Oldenburg exhorta a Spinoza a publicar en su propia República Holandesa libre (República de los Siete Países Bajos Unidos). | Latin    |
| 08 VIII    | 11 XI           | Oldenburg               | Spinoza                | London                      | 03      | 04  | 1663  | Respuesta a la carta 6 | Latin    |
| 15 XV      | 32 XXXII        | Spinoza                 | Oldenburg              |                             |         | 11  | 1665  | Coherencia de la naturaleza, Christiaan Huygens | Latin    |
| -          | -               | Balling, Pieter         | Spinoza                |                             | 26      | 06  | 1664  | |          |
| 61 LXI     | 17 XVII         | Spinoza                 | Balling, Pieter        |                             | 20      | 07  | 1664  | |          |
| 26 XXVI    | 08 VIII         | Vries, Simon Joosten de | Spinoza                | Ámsterdam                   | 24      | 02  | 1664  | Discute el trabajo de Spinoza con un grupo de personas. Hace dos preguntas sobre la naturaleza en la Ethica y la opinión de los demás. Menciona a Casearius, Borelli, Tacquet y Clavius. Preguntas Ethica parte 1 teorema 8 comentario 3 y teorema 19 comentario 2. | Latin    |
| 27 XXVII   | 09 IX           | Spinoza                 | Vries, de              |                             |         |     | 1663  | Spinoza ordena varios tipos de definiciones y explica sus opiniones. | Latin    |
| 28 XXVIII  | 10 X            | Spinoza                 | Vries, de              | Rijnsburg                   |         |     | 1663? | Respuesta sobre las pruebas y la eternidad. | Latin    |
| 29 XXIX    | 12 XII          | Spinoza                 | Meijer, Lodewijk       |                             | 20      | 04  | 1663  | Infinidad | Latin    |
| 31 XXXI    | 18 XVIII        | Blijenbergh, Willem van | Spinoza                | Dordrecht                   | 12      | 12  | 1664  | Inauguración: "Mijn Heer en onbekende Vrient..." | Alemán   |
| 32 XXXII   | 19 XIX          | Spinoza                 | Blijenbergh            | "Bogart Op de Lange"        | 05      | 01  | 1665  | | Alemán   |
| 33 XXXIII  | 20 XX           | Blijenbergh             | Spinoza                | Dordrecht                   | 16      | 01  | 1665  | Apertura: "Mijn Heer en waarde Vrient" | Alemán   |
| 34 XXXIV   | 21 XXI          | Spinoza                 | Blijenbergh            | -                           | -       | -   | 1665  | | Latin    |
| 35 XXXV    | 22 XXII         | Blijenbergh             | Spinoza                | "Dordrecht de Groote Kerck" | 19      | 02  | 1665  | | Alemán   |
| 36 XXXVI   | 23 XXIII        | Spinoza                 | Blijenbergh            | Voorburg                    | 13      | 03  | 1665  | | Alemán   |
| 37 XXXVII  | 24 XXIV         | Blijenbergh             | Spinoza                | Dordrecht                   | 27      | 03  | 1665  | | Alemán   |
| 38 XXXVIII | 27 XXVII        | Spinoza                 | Blijenbergh            | Voorburg                    | 03      | 06  | 1665  | | Alemán   |
| 39 XXXIX   | 34 XXXIV        | Spinoza                 | Hudde, Johannes        | Voorburg                    | 07      | 01  | 1666  | Dios | Latin    |
| 40 XL      | 35 XXXV         | Spinoza                 | Hudde                  | Voorburg                    | 10      | 04  | 1666  | Dios | Latin    |
| 41 XLI     | 36 XXXVI        | Spinoza                 | Hudde?                 |                             |         | 05  | 1666  | Dios | Latin    |
| 42 XLII    | 37 XXXVII       | Spinoza                 | Bouwmeester?, I. B.    |                             | 10      | 06  | 1666  | El mejor método para adquirir conocimientos. | Latin    |
| 50 L       | 50 L            | Spinoza                 | Jelles, Jarig?         |                             | 02      | 06  | 1674  | Diferencia entre Thomas Hobbes y Spinoza sobre la política y Dios. | Latin    |
| 51 LI      | 45 XLV          | Leibniz                 | Spinoza                | Frankfurt                   | 05 styl | 10  | 1671  | | Latin    |
| 52 LII     | 46 XLVI         | Spinoza                 | Leibniz                | Den Haag/The Hague          | 09      | 11  | 1671  | | Latin    |
| 61 LXI     | 57 LVII         | Tschirnhaus?            | Spinoza                |                             | 08      | 10  | 1674  | Diferencia entre Descartes y Spinoza sobre el libre albedrío. | Latin    |
| 62 LXII    | 58 LVIII        | Spinoza                 | Schuller?              |                             |         | 10  | 1674  | Freedom | Latin    |
| 63 LXIII   | 59 LIX          | Tschirnhaus             | Spinoza                |                             | 05      | 01  | 1675  | Pide a Spinoza que publique sus libros Tractatus de Intellectus Emendatione (Tratado sobre la enmienda del intelecto) y Ethica, la definición del movimiento y la diferencia entre las ideas verdaderas y adecuadas. | Latin    |
| 64 LXIV    | 60 LX           | Spinoza                 | Tschirnhaus?           |                             |         | 01  | 1675  | Diferencia entre ideas verdaderas y adecuadas. | Latin    |
| 65 LXV     | 63 LXIII        | Schuller?               | Spinoza                |                             | 25      | 07  | 1675  | Cuatro preguntas sobre los atributos (propiedades) de Dios. | Latin    |
| 66 LXVI    | 64 LXIV         | Spinoza                 | Schuller?              |                             | 29      | 07  | 1675  | Da respuestas sobre los tres primeros libros aplaudidos de la Ethica, que deben entregarse a un amigo. | Latin    |
| 67 LXVII   | 65 LXV          | Tschirnhaus?            | Spinoza                |                             | 12      | 08  | 1675  | Indaga si existen dos o más atributos (propiedades) de Dios, excepto extensión (masa) y pensamiento. | Latin    |
| 68 LXVIII  | 66 LXVI         | Spinoza                 | Tschirnhaus?           |                             | 18      | 08  | 1675  | Se refiere al teorema 10 de Ethica parte 1 y al teorema 7 de Ethica parte 2 Escolio [comentario]. | Latin    |
| 69 LXIX    | 80 LXXX         | Tschirnhaus?            | Spinoza                |                             | 02      | 05  | 1676  | Pide a Spinoza que le explique sus cartas sobre el infinito (Carta 29). | Latin    |
| 70 LXX     | 81 LXXXI        | Spinoza                 | Tschirnhaus?           |                             | 05      | 05  | 1676  | Explica su posición en el infinito.. | Latin    |
| 71 LXXI    | 82 LXXXII       | Tschirnhaus?            | Spinoza                |                             | 23      | 06  | 1676  | Pregunta cómo Spinoza puede derivar la variedad de objetos de la extensión. | Latin    |
| 72 LXXII   | 83 LXXXII       | Spinoza                 | Tschirnhaus?           |                             | 15      | 07  | 1676  | Spinoza explica esto. | Latin    |
| no number  | 84 LXXXIV       | Spinoza                 | A friend?              | -                           | -       | -   | -     | Sobre el Tractatus politicus de Spinoza. | Latin    |